# Фридрих IV (граф Тироля)
Фридрих IV Пустой Карман (нем. Friedrich IV. mit der leeren Tasche; 1382 — 24 июня 1439, Инсбрук) — герцог Передней Австрии, граф Тироля с 1406 года. Из Леопольдинской линии династии Габсбургов, основатель тирольской ветви Габсбургов.

## Биография
Фридрих IV был младшим сыном австрийского герцога Леопольда III Доброго и Виридис Висконти, принцессы Миланской.
В 1402 году Фридрих был признан герцогом, однако лишь после смерти своего старшего брата Вильгельма в 1406 году он, разделив земли с остальными братьями, получил собственные владения — Тироль.
В 1411 году, после смерти другого бездетного брата, Леопольда IV, по очередному разделу габсбургских земель, Фридриху IV отошла также Передняя Австрия — Форарльберг и группа небольших владений, разбросанных по Эльзасу, Швабии и северной Швейцарии.
Первые годы правления Фридриха IV в Тироле и Передней Австрии ознаменовались обострением социальных конфликтов. Уже в 1401 году восстали крестьяне кантона Аппенцеля, недовольные усилением эксплуатации аббатом Санкт-Галлена. Войска Фридриха, посланные на помощь аббату, были разбиты крестьянским ополчением в 1405 году при Штоссе. Это стало сигналом к распространению восстания на Форарльберг, где его поддержали практически все общины этой области.

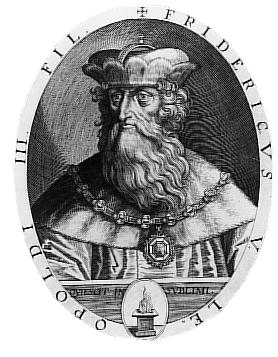
Фридрих IV. Гравюра 1623 года

Затем подняли мятеж свободные крестьяне западного Тироля. Восставшие осадили Брегенц. Фридриху IV удалось в Швабии набрать новую армию, которая нанесла поражение повстанцам в Форарльберге. В 1408 году удалось заключить мир ценой подтверждения запрета на восстановление разрушенных восставшими замков феодалов. Аппенцель так и не удалось вернуть в орбиту габсбургской монархии: в 1411 году он вошёл в состав Швейцарской конфедерации на правах кантона. Правда, в 1408 году в состав владений Фридриха IV вошёл Лауфенбург, бывшее владение младшей линии Габсбургского дома.
Вскоре после завершения крестьянского восстания началось противостояние Фридриха IV и аристократии Тироля и Форарльберга. Местное дворянство активно использовало тирольский ландтаг для давления на герцога и выбивания из него новых уступок и привилегий.
В 1414 году Фридрих IV выступил в поддержку антипапы Иоанна XXIII и был им назначен знаменосцем (гонфалоньером) церкви. После отречения Иоанна, Фридрих помог тому бежать в принадлежавший Фридриху Шаффгаузен, что вызвало конфликт герцога с императором Сигизмундом, который на Констанцском соборе в мае 1415 года, несмотря на мольбы Фридриха о помиловании, объявил опалу Фридриху IV и конфискацию его земель. Тотчас же множество дворян и городов объявили Фридриху войну и напали на его земли. Больше всего захватили швейцарцы, которым император Сигизмунд обещал отдать в ленное владение все земли, которые они отнимут у Фридриха.
На помощь Фридриху пришёл его брат, герцог Внутренней Австрии Эрнст Железный. При поддержке штирийских войск и местного ополчения тирольских городов удалось дать отпор имперскому вторжению в Тироль, однако Фридрих IV был вынужден отказаться от Аргау — старейшего родового владения Габсбургов, которое в 1417 году вошло в состав Швейцарии, а также графства Баден. В 1418 году Сигизмунд возвратил Фридриху большую часть его владений.
В 1420-х годах ситуация во владениях Фридриха IV, наконец, стабилизировалась. Этому в немалой степени способствовало начало промышленной разработки серебряных рудников Тироля, давших приток денежных средств и значительно улучшивших экономическое положение региона.
Большое значение Фридрих IV уделял поощрению торговли и развития городов, которые составляли главную опору власти герцога. Он перенёс свою резиденцию из Мерана в Инсбрук, к тому времени уже являвшимся крупнейшим городским центром альпийского региона.
В Инсбруке в 1439 году Фридрих IV и скончался, оставив наследником малолетнего сына Сигизмунда.

### Брак и дети
- (1407) Елизавета Пфальцская (1381—1408), дочь Рупрехта Пфальцского, короля Германии
- (1411) Анна Брауншвейгская (1390—1432), дочь Фридриха, герцога Брауншвейг-Люнебурга

Сын Сигизмунд (1427—1496), герцог Передней Австрии и граф Тироля